# Tapinoma incognitum
Tapinoma incognitum (лат.) — вид муравьёв рода тапинома из подсемейства долиходерины (Dolichoderinae). США (Юта). Социальные паразиты в муравейниках Tapinoma sessile; свои рабочие отсутствуют.

## Этимология
Когда коллекционер типовых экземпляров впервые увидел этих муравьёв в полевых условиях, его первоначальное впечатление было таково: колония Tapinoma sessile, заселённая крошечными наездниками-диаприидами какого-то вида. При повторном осмотре стало ясно, что на самом деле это крошечные муравьи-инквиллины. Отсюда и название вида — это имя существительное среднего рода от латинского прилагательного incognitus, означающего неизвестный, неузнанный, замаскированный.

## Описание
Мелкие муравьи коричневого и чёрного цвета (длина самок и самцов около 2 мм; рабочие неизвестны). Социальный паразит в муравейниках Tapinoma sessile, демонстрирующий морфологические и жизненные черты инквилинного синдрома. И самки, и самцы миниатюрны (они меньше рабочих муравьёв-хозяев), крылаты и морфологически полноценны. Самки с хрупкими крыльями, которые быстро разрушаются. Самцы брахиптеровидные. Крыльяи з-за хрупкости предположительно не функционируют, а самцы не могут летать. Таким образом, спаривание должно происходить в гнезде или рядом с ним. У самок редуцированная формула щупалец 4—3 (нижнечелюстные щупики самок 4-члениковые, нижнегубные щупики состоят из 3 сегментов), передний край наличника со слабой срединной вогнутостью, мандибулы зубчатые, всего с 2—4 зубцами. При виде сбоку петиоль с низким округлым утолщением; при виде сзади дорсальный край вогнутый (редко плоский). Самцы по размеру и общему габитусу сходны с самками, но часто имеют более тёмную окраску и легко узнаются по выступающим гениталиям. У самцов редуцированная формула щупалец (5, 3) и только 12-сегментные усики. Самки T. incognitum по габитусу близки к самкам T. pulchellum, но их легко отличить по количеству пальпомеров, вогнутости передней границы наличника, мандибулярным зубцам и профилю проподеума. Стебелёк между грудью и брюшком состоит из одного сегмента (петиоль).